# Petr Pavlásek
Petr Pavlásek (31. ledna 1947 Týn nad Vltavou – 3. ledna 2023) byl československý a český vzpěrač, účastník dvou olympijských her.

## Osobní život
Se svojí první manželkou Zuzanou Trpiškovou měl dceru Sandru (* 1971) a syna Waldemara (* 1974).
Po sametové revoluci v roce 1989 pracoval jako úředník na Ministerstvu vnitra ČR. V roce 1994 se vrátil do rodného Týna nad Vltavou, kde pracoval na městském úřadu. V roce 2011 odešel do důchodu.

## Sportovní kariéra
Vyrůstal v Týnu nad Vltavou. V mládí se věnoval lehké atletice, disciplíně vrhu koulí. Závodil za TJ Slavoj České Budějovice. Po maturitě na gymnáziu v roce 1965 odjel do Prahy. Chtěl studovat trenérství se specializací na vrhačské disciplíny u doc. Václava Vomáčky, ale napoprvé při přijímacích zkouškách na FTVS neuspěl. Aby nemusel na vojnu přihlásil se na nadstavbové studium obor elektromontér k Elektrickým podnikům. Na podzim téhož roku, když jel ze Žižkova tramvají, ho jako urostlého mladíka oslovil vzpěrač Slavoje Vyšehrad František Zoula s otázkou, zdali nechce zkusit vzpírat. Se vzpíráním tak začal ve Slavoji Vyšehrad, ale již v roce 1966 přešel jako nadějná těžká váha s trenérem Jaromírem Kapalem do sokolovny v ulici U studánky, kde měl zázemí pražský klub Rudá Hvězda.
Do reprezentace vedené Antonínem Drešlem se dostal v olympijském roce 1968. Před červnovým mistrovství Evropy v Leningradě byl na posledních chvíli v nominaci nahrazen bohumínským Antonínem Láníkem kvůli zraněnému kolenu. Figuroval v sedmičlenné předběžné olympijské nominaci pro olympijské hry v Mexiku. Zbyl však na něho černý Petr, protože ČSTV dříve určilo, že do Mexika pojede pouze 5 vzpěračů. Toto číslo bylo v průběhu letních tréninkových kempů sníženo na 4 vzpěrače. Šéftrenér reprezentace Antonín Drešl na kritiku trenérů Rudé Hvězdy, že Pavláska z nominace vyřadil prohlásil "Jeho výkon na domácí soutěži je pouze 477,5 kg a v zahraničí 460 kg. Tedy 22,5 kg za nominačním limitem. V závěru soustředění před mistrovství Evropy Pavlásek před svědky prohlásil, že si nenechá odrovnat kolena, a že na do Leningradu nepojede.
V roce 1971 jako první český a slovenský vzpěrač zvedl nad hlavu činku o váze 200 kg. V roce 1972 musel vynechat květnové mistrovství Evropy v rumunské Konstanci. Po návratu z dubnového Dunajského poháru družstev v Budapešti totiž Hans Zdražila onemocněl žloutenkou a z preventivních důvodů byl se zbytkem budapešťského týmu poslán do karantény. V olympijské přípravě vzpíral svůj standard a do poslední chvíle nebylo rozhodnuto o jeho nominaci. V tabulkách za favority na medaile výsledkově zaostával — na Vasilije Alexejeva ztrácel v trojboji 97,5 kg. Paradoxně mu pomohla nenominace na minulé mistrovství světa v Limě v roce 1971, kde mohl reálně pomýšlet na třetí místo v trojboji. Na zářijových olympijských hrách v Mnichově zvedl v trojboji 557,5 kg a obsadil bodované 6. místo. V trhu přišel o medaili z mistrovství světa jako po několikáté ve své sportovní kariéře vlivem vyšší tělesné hmotnosti vůči Kalevi Lahdenrantovi z Finska.
Začátek nového olympijského cyklu nezačal dobře. V březnu 1973 si v tréninku při trhu poranil záda (ploténka) a k plnému tréninku se vrátil v až po dvou měsících v květnu. Přes tyto problémy obsadil na mistrovství Evropy v Madridu ve dvojboji 4. místo výkonem 372,5 kg. V roce 1974 a 1975 byl stabilním členem reprezentace, ale medaile z velkého turnaji mu stále unikala. Na dubnovém mistrovství Evropy v Berlíně v olympijské roce 1976 protaktizoval medaili v trhu. S jistotou, kterou zvedl na třetí pokus 180 kg měl velkou šanci zvednout postupnou váhu 182,5 kg, která by znamenala druhé místo. Takto byl opět čtvrtý kvůli vyšší tělesné hmotnosti. Ve dvojboji jako první český a slovenský vzpěrač překonal magickou hranici 400 kg a obsadil konečné 4. místo. V červenci startoval na olympijských hrách v Montréalu. V trhu zvedl 172,5 a získal třetí místo za mistrovství světa. V nadhozu však nezvládl postupnou váhu 220 kg a s výkonem 387,5 obsadil kvůli své tělesné hmotnosti až 6. místo.

### Doping na olympijských hrách 1976
Po olympijském závodě v Montréalu byl diskvalifikován a ve výsledcích je doposud u jeho jména uvedeno DQ. V jeho odevzdaném vzorku byly nalezeny stopy asi po anabolických steroidech. Podrobnosti k celé jeho kauze totiž nejsou známé, dohledatelné. Československý tisk o jeho diskvalifikaci vůbec neinformoval – pokud například došlo k odvolání a jak dopadlo. V pořadu "52 statečných" Pavlásek uvedl, že žádné závěry po jeho údajném dopingu nebyly uvedeny a diskvalifikován tedy nebyl. Medaili z mistrovství světa za trh má stále doma. Na druhou stranu v pořadu přiznal, že zakázané látky v jistou dobu vyzkoušel. Upustil však od nich, protože na sobě lepší výkonnost nepozoroval.
V roce 1971 pro deník Lidová demokracie mluvil o zakázané látce metandienonu užívaného atlety. Tablety Dianabolu (anabolický steroid) s intenzivní proteinovou dietou a usilovným tréninkem dokázaly zvýšit množství svalové hmoty v relativně krátké době. Pozorována byla i rychlejší regenerace v případě zranění. Podle tehdejšího výzkumu umělý přísun steroidů měl za následek jeho přirozený úbytek. Steroidy zavodňují organismus a poškozují vnitřní orgány, nejvíce srdce. Dalším problémem užívání steroidů bylo, že rychlý nárůst svalové hmoty se netýkal posílení šlach a kloubů, u kterých docházelo k rychlému opotřebení. Podle Pavláska Dianabol nebyl v roce 1971 v Československu k dostání, protože sportovní lékaři se touto problematikou zatím nezabývají – na zájezdy se sportovní výpravou jezdili podle Pavláska pouze na výlet. Jediná možnost jak Dianabol získat byl nákup v zahraničí a propašovat ho přes hranice. Na závěr dodal, že užívání steroidů nestojí kvůli zdravotním rizikům za to.
Po ukončení sportovní kariéry v roce 1977 si doplnil právní vzdělání na VŠ SNB (dnes Policejní akademie ČR). Věnoval se funkcionářské práci ve středisku vrcholového sportu federálního ministerstva vnitra (SVS FMV) a na vzpěračském svazu.
Petr Pavlásek patřil po silové stránce mezi slabší vzpěrače. Na svojí soutěžní tělesnou hmotnost cca 150 až 160 kg byl však nebývale mrštný a rychlý a tím svůj silový deficit kompenzoval. Měl vyrovnané všechny disciplíny. Jeho slabší stránkou bylo taktické myšlení při závodě, jakou zvolit základní váhu, umění volit váhu podle toho jak vzpírají soupeři. Menší riziko však mělo výhodu v stabilních výkonech. Neměl výsledkové výkyvy a ve víceboji končil do bodovaného 6. místa. V 70. letech dvacátého století patřil mezi nejpopulárnější sportovce v Československu. Nesportovní a širší sportovní veřejnost ho vnímala kvůli jeho veselé povaze a mohutné postavě. Jeho jméno bylo novináři žertem užíváno pro příměr k něčemu úzkému, malému – "Šatna je tak malá, že by si tady Petr Pavlásek nepřevlékl." apod.

### Výsledky
| Rok                | Místo                 | Kategorie      | Tah (kg)       | Tah (kg)       | Tah (kg)       | Tah (kg)       | Trh (kg)       | Trh (kg)       | Trh (kg)       | Trh (kg)       | Nadhoz (kg)    | Nadhoz (kg)    | Nadhoz (kg)    | Nadhoz (kg)    | Víceboj (kg)   | P.             |
| Rok                | Místo                 | Kategorie      | 1              | 2              | 3              | P.             | 1              | 2              | 3              | P.             | 1              | 2              | 3              | P.             | Víceboj (kg)   | P.             |
| Olympijské hry     | Olympijské hry        | Olympijské hry | Olympijské hry | Olympijské hry | Olympijské hry | Olympijské hry | Olympijské hry | Olympijské hry | Olympijské hry | Olympijské hry | Olympijské hry | Olympijské hry | Olympijské hry | Olympijské hry | Olympijské hry | Olympijské hry |
| ------------------ | --------------------- | -------------- | -------------- | -------------- | -------------- | -------------- | -------------- | -------------- | -------------- | -------------- | -------------- | -------------- | -------------- | -------------- | -------------- | -------------- |
| 1972               | Mnichov, Německo      | +110 kg        | 185            | 192,5          | 197,5          | 7.             | 155            | 160            | 165            | 4.             | 200            | 205            | 205            | 9.             | 557,5          | 6.             |
| 1976               | Montréal, Kanada      | +110 kg        |                |                |                |                | 167,5          | 172,5          | 177,5          | 3.             | 215            | 220            | 220            | 6.             | 387,5          | 6. (DQ)        |
| Mistrovství světa  |                       |                |                |                |                |                |                |                |                |                |                |                |                |                |                |                |
| 1969               | Varšava, Polsko       | +110 kg        |                |                | 177,5          | 9.             |                |                | 150            | 8.             |                |                | 192,5          | 7.             | 520            | 7.             |
| 1972               | Mnichov, Německo      | +110 kg        | 185            | 192,5          | 197,5          | 7.             | 155            | 160            | 165            | 4.             | 200            | 205            | 205            | 9.             | 557,5          | 6.             |
| 1973               | Havana, Kuba          | +110 kg        |                |                |                |                |                |                | 162,5          | 5.             |                |                | 212,5          | 5.             | 375            | 5.             |
| 1974               | Manila, Filipíny      | +110 kg        |                |                |                |                |                |                | 167,5          | 5.             |                |                | 215            | 4.             | 382,5          | 4.             |
| 1975               | Moskva, Sovětský svaz | +110 kg        |                |                |                |                |                |                | 172,5          | 5.             |                |                | 217,5          | 6.             | 390            | 5.             |
| 1976               | Montréal, Kanada      | +110 kg        |                |                |                |                | 167,5          | 172,5          | 177,5          | 3. (DQ)        | 215            | 220            | 220            | 6. (DQ)        | 387,5          | 6. (DQ)        |
| Mistrovství Evropy |                       |                |                |                |                |                |                |                |                |                |                |                |                |                |                |                |
| 1969               | Varšava, Polsko       | +110 kg        |                |                | 177,5          | 8.             |                |                | 150            | 7.             |                |                | 192,5          | 6.             | 520            | 6.             |
| 1970               | Szombathely, Maďarsko | +110 kg        |                |                | 180            | 6.             |                |                | 155            | 4.             |                |                | 187,5          | 6.             | 522,2          | 5.             |
| 1971               | Sofie, Bulharsko      | +110 kg        |                |                | 180            | 6.             |                |                | 155            | 4.             |                |                | 202,5          | 4.             | 537,5          | 5.             |
| 1973               | Madrid, Španělsko     | +110 kg        |                |                |                |                |                |                | 165            | 5.             |                |                | 207,5          | 6.             | 372,5          | 4.             |
| 1974               | Verona, Itálie        | +110 kg        |                |                |                |                |                |                | 167,5          | 4.             |                |                | 210            | 6.             | 377,5          | 4.             |
| 1975               | Moskva, Sovětský svaz | +110 kg        |                |                |                |                |                |                | 172,5          | 5.             |                |                | 217,5          | 6.             | 390            | 5.             |
| 1976               | Berlín, NDR           | +110 kg        |                |                |                |                | 172,5          | 177            | 180            | 4.             |                |                | 222,5          | 5.             | 402,5          | 4.             |